# Vinkenzetting

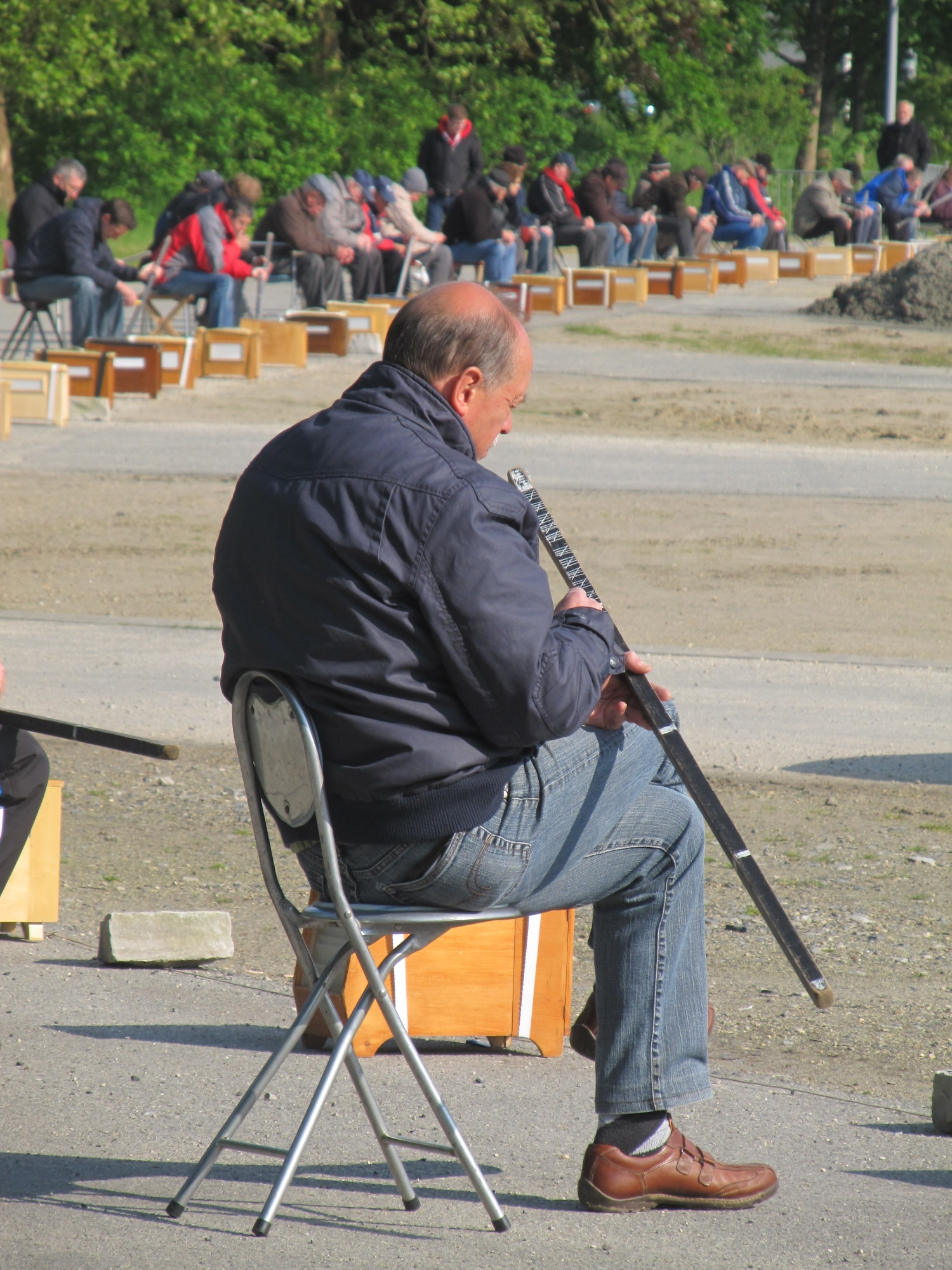
Vinkenzetting in Deinze.

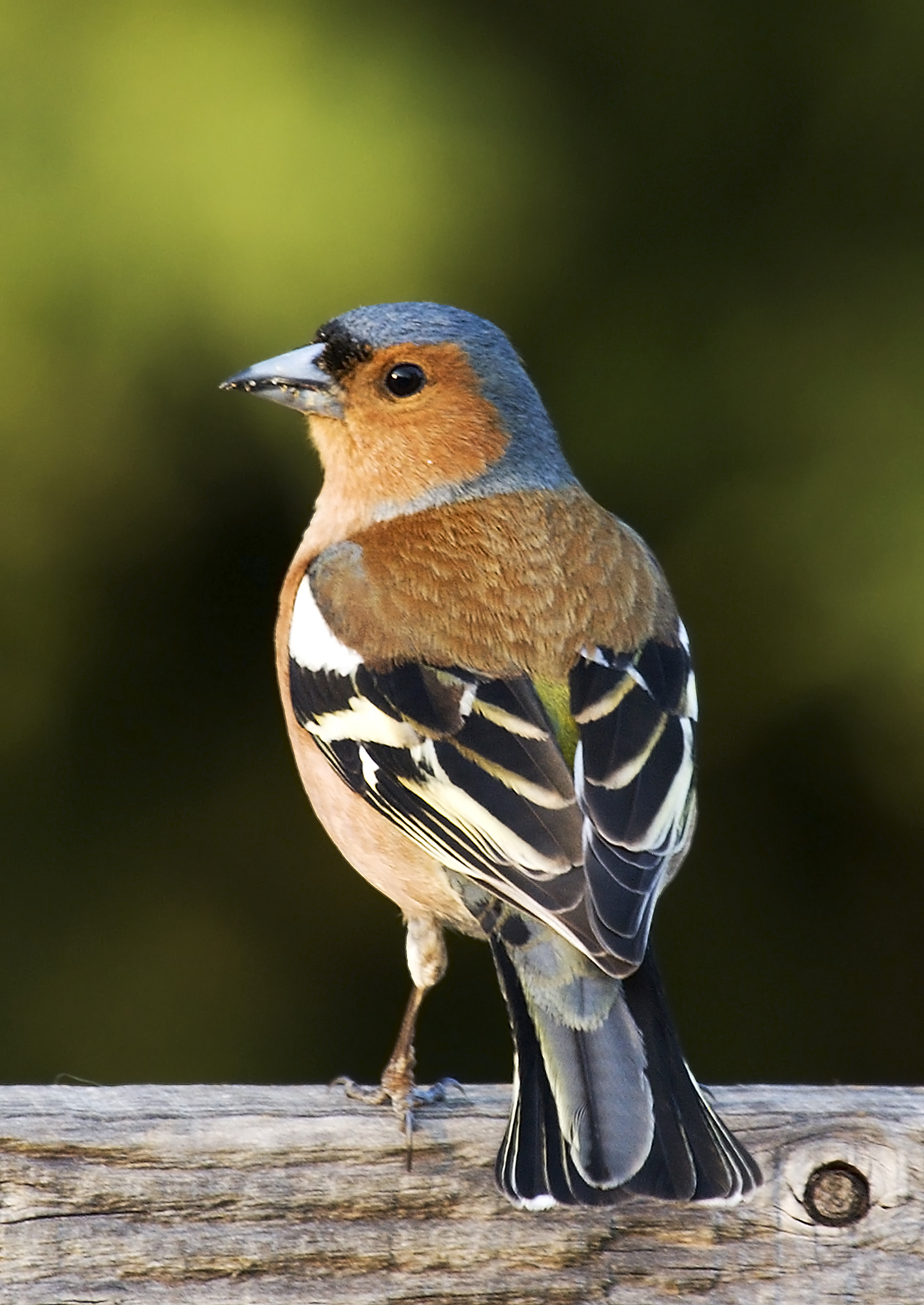
Een vink.

Een vinkenzetting, kortweg zetting of suskewiet genoemd, is een wedstrijd waarbij de vinkeniers (vinkenhouders) zich met een vinkenkooi (een muit) opstellen langs een weg, met telkens 2,4 meter tussen vinkenier en vink. Ze tellen gedurende een uur het aantal liedjes van hun vink (Fringilla coelebs) door te turven: met een krijtje worden streepjes getrokken op een zwarte houten telstok. Eén telstok kan 800 turven bevatten.
De vinkensport is voornamelijk populair in Vlaanderen (vooral Oost- en West-Vlaanderen), maar ook in Nederland en Duitsland worden vinkenzettingen gehouden.

## Geschiedenis
De vinkensport is ontstaan uit de vroegere vogelvangersgilden uit de Middeleeuwen. Om (roof)vogels te vangen werden goede lokvogels ingezet. Buiten het vangseizoen werden deze lokvogels in gevangenschap gehouden tot de volgende vangstperiode. De vogelvangers startten met het houden van wedstrijden om te bepalen welke lokvogels het snelste konden zingen. Sedertdien ontstonden talrijke gilden. De eerste grote vinkenzettingen in Vlaanderen vonden plaats in de 16de eeuw en werden slechts eenmaal per jaar gehouden. Van de Ieperling Augustijn van Hernighem is het oudste ooggetuigenverslag uit 1595. Er waren toen nog maar weinig regels: iedere gilde had zijn eigen reglementen. De vinkenkooien werden ofwel op een lijn op de grond geplaatst, ofwel 1,50 meter boven de grond opgehangen.

## Verloop en regels
De eigenaars van de vink bevinden zich telkens bij de vinkenkooi 2,40 meter verder, zodat ze een zekere controle hebben over het tellen van de liedjes van hun eigen vink. De vinkenkooien zijn geblindeerd door melkglas, zodat de vink enkel licht en donker ziet, en niet afgeleid wordt. Zo zal de vink ongestoord zo veel mogelijk liedjes zingen (in de volkstaal wordt dit ook wel kwinkelen, schuifelen of vedelen genoemd).
De vinken moeten het juiste liedje zingen; jonge vinken kunnen het liedje leren door te luisteren naar een ervaren oudere vink. Heel wat vinkeniers leren de liedjes echter aan door een cd met het liedje te laten afspelen in de nabijheid van de kooien. Het lied dat de vogel zingt moet volledig zijn en eindigen op suskewiet (dit gedeelte wordt de vinkenslag genoemd). Vinken kunnen ook Waals zingen; dit is een ander lied, niet eindigend op de suskewiet en wordt ook niet meegeteld bij het turven. De winnaar van de wedstrijd is de eigenaar van de vink die het meeste liedjes heeft gezongen.
In Wallonië is de vinkencompetitie vooral actief in de provincies Luik, Namen en Henegouwen. De kooien worden zo'n 2 meter hoog en zo'n 40 cm van elkaar opgehangen. In plaats van de volledig gesloten Vlaamse kooien worden er halfopen houten kooien gebruikt. Ook in Nederland worden de vinkenkooien opgehangen aan 2 meter hoge palen.

## Dierenwelzijn
Vroeger werden vinken weleens blind gemaakt, zodat ze niet zo snel zouden afgeleid worden. Zo waren in de 18e en 19e eeuw zangwedstrijden voor blinde vinken de norm. De oogleden werden aan elkaar geschroeid, een ingreep die omkeerbaar was. Maar net als vinken in het wild vangen, zijn deze praktijken ondertussen verboden (sedert 1921 in de wet vastgelegd). Vanaf 1915 werd voor het eerst gespeeld met niet-blinde vinken in verblinde kooien.
Typische vinken leven zo'n 3 jaar in het wild, terwijl sommige vinken in gevangenschap tot 25 jaar kunnen leven. Doorgaans wordt een leeftijd van 18 jaar bereikt.

## Voetnoten
1. ↑  Een zekere Anthones Cottyn was keizer net als de twee jaar voordien: Op den eersten dach van Meye 1595, zoo wassere in 't hof van den saey-vulders ghezonghen om conynck van de voeghelen, alwaer in 't hof ghemaect was een parck jeghens een haghe ende afghestelt met een coorde datter niemant by de voeghelen en mochte gaen, en ij vynghen voor een persoone die wylde zynghen om conynck — de liedekens van bede waeren ghehorfven — en men beghonste met dat zesse sloch totten zevenen. Anthones Cottyn was keysere; mette zelve voeghele hadde hy ij jaer conync gheweist van te vooren. Daernaer ghynghen zy te kercke Ste Pieters, en de voeghelen hynghen by den oultaer.